# Palazzetto dell'Arciconfraternità delle Stimmate

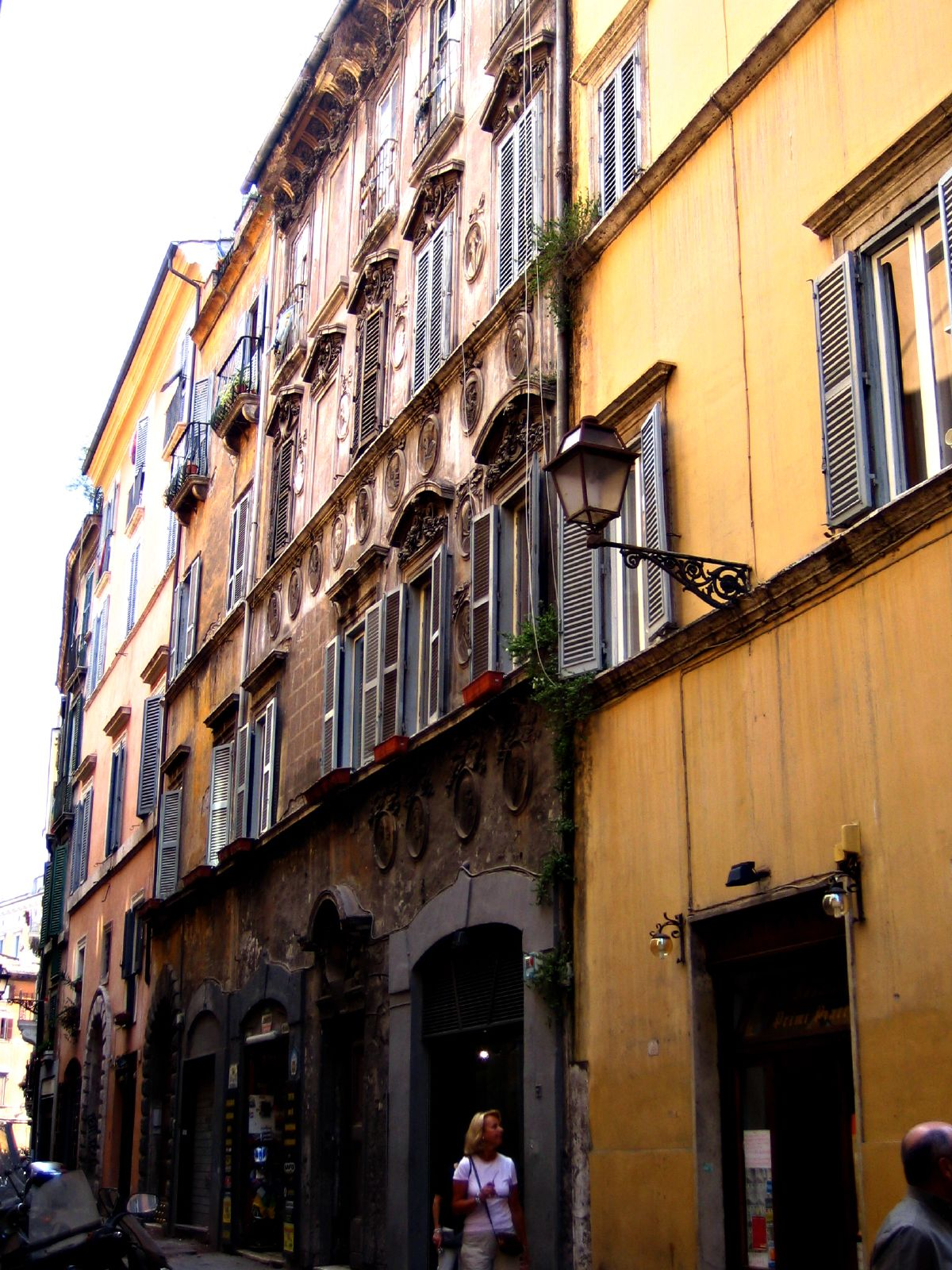
Fachada do palácio à direita.

Palazzetto dell'Arciconfraternità delle Stimmate ou Casa di Bartolomeo de' Dossi é um palacete rococó localizado no número 104 da Via del Governo Vecchio, no rione Parione de Roma. Em função de sua decoração, é conhecido ainda como Palazzo dei Ritratti e Palazzo dei Giureconsulti.

## História e descrição
Este palácio muito singular apresenta uma fachada decorada com medalhões contendo retratos de juristas, grafitos ainda hoje evidentes no primeiro piso e mascarões nas janelas. O edifício pertenceu ao advogado da Cúria Romana Bartolomeu de' Dossi, que mandou pintar sua imagem em afresco na segunda janela do último piso em uma pequena lógia juntamente com seu secretário. Os medalhões provavelmente são obras do século XVII realizadas por iniciativa de Bartolomeo Lupardi, um livreiro que fez fortuna publicando librettos. Andrea Leone, seu sobrinho, era um brilhante advogado. Os Lupardi finalmente deixaram o palácio como herança para a Arciconfraternita delle Stimmate di San Francesco. 
Um óculo circundado por festões decora a parte superior do portal, apoiado na arquitrave na qual está uma tábula da Arciconfraternita delle Sacre Stimmate de Roma sobreposta a uma inscrição parcialmente escondida: "D BARTO NV LIBER". Belíssimo também é o beiral decorado com pequenas cabeças, conchas e rosáceas.